# 沈阳中泽足球俱乐部
沈阳中泽足球俱乐部是中国辽宁沈阳一家已解散的职业足球俱乐部，曾参加中国足球甲级联赛。

## 俱乐部历史
沈阳中泽足球俱乐部的前身天津润宇隆足球俱乐部成立于2009年8月，当时润宇隆队是参加业余联赛，在2010年末开始，俱乐部启动了进入职业足球的计划，润宇隆队的目标是在乙级联赛站稳脚跟，争取在三年内能够冲入中甲联赛。
2011年1月，原计划参加乙级联赛的天津润宇隆和安徽九方足球俱乐部正式达成协议，润宇隆购入安徽九方的中甲资格，征战2011年赛季的中甲联赛。
2011年4月，俱乐部投资方被媒体爆出拖欠安徽九方的转让费后，又传出拖欠工资、球员罢训事件等问题。
2011年7月9日，俱乐部同沈阳沈北足球俱乐部股份有限公司签下收购协议，在一年之内再度更名。新俱乐部由沈阳市沈北新区政府全资掌控，主场也迁至沈阳铁西体育场。
2013年12月，辽宁中泽集团正式完成收购沈阳沈北足球俱乐部100%股权。新沈足将以“沈阳中泽足球俱乐部”的队名征战2014赛季中甲联赛，队徽以紫色为主色调，主场球衣也改为紫白相间，同时主场迁至沈阳奥体中心体育场。
2015年1月15日，有媒体报道沈阳中泽在转让失败后放弃中甲联赛的注册资格并宣布解散。 但是，沈阳中泽的名字出现在中国足协公示的2015赛季联赛参赛名单中。
2015年2月26日，有消息称沈阳中泽已经和深圳远航公司达成初步收购协议，远航公司将以150万元的价格收购球队。 但是，沈阳中泽在次日即正式宣布解散。而同年6月成立的沈阳城市建设足球俱乐部以沈阳中泽的部分一线队球员及梯队为班底组建，最初的主场与客场球衣也分别使用与原沈阳中泽队主色调近似的纯紫色与纯白色球衣。

## 著名球員
- 李毅凱
- 方柏倫